# Zoltán Stieber
Pour les articles homonymes, voir Stieber.
Zoltán Stieber est un footballeur international hongrois, né le 16 octobre 1988 à Sárvár en Hongrie. Il évolue comme milieu offensif.

## Biographie

### Équipe de Hongrie
Il fête sa première sélection le 2 septembre 2011 pour la 5e journée des qualifications de l'Euro 2012 face à la Suède (victoire 2 buts à 0).
Le 13 juin 2015, il offre la victoire à la Hongrie en marquant contre la Finlande (0-1) lors de la 6e journée des qualifications de l'Euro 2016.
Terminant 3e de leur groupe derrière l'Irlande du Nord et la Roumanie, la Hongrie bat la Norvège en barrage et obtient son billet pour l'Euro 2016. Cela représente pour ce pays le premier Euro depuis 1972 et le premier grand tournoi depuis la Coupe du monde de 1986.
Zoltan Stieber est inclus dans la liste des 23 pour l'Euro 2016 qui se dispute en France. Le 14 juin 2016 la Hongrie entame son premier match contre l'Autriche. À la surprise générale les Hongrois se montrent bien plus réalistes et dangereux, et en fin de match Stieber qui est rentré quelques minutes plus tôt marque le but du break à la 87e minute. Score final (2-0).

## Palmarès
Vierge